# Ґрайво
Ґрайво (пол. Grajwo, нім. Graiwen) — село в Польщі, у гміні Ґіжицько Гіжицького повіту Вармінсько-Мазурського воєводства.
Населення — 140 осіб (2011).
У 1975-1998 роках село належало до Сувальського воєводства.

## Демографія
Демографічна структура станом на 31 березня 2011 року:
|          | Загалом | Допрацездатний вік | Працездатний вік | Постпрацездатний вік |
| -------- | ------- | ------------------ | ---------------- | -------------------- |
| Чоловіки | 75      | 18                 | 54               | 3                    |
| Жінки    | 65      | 16                 | 34               | 15                   |
| Разом    | 140     | 34                 | 88               | 18                   |